# Eumaniraptora

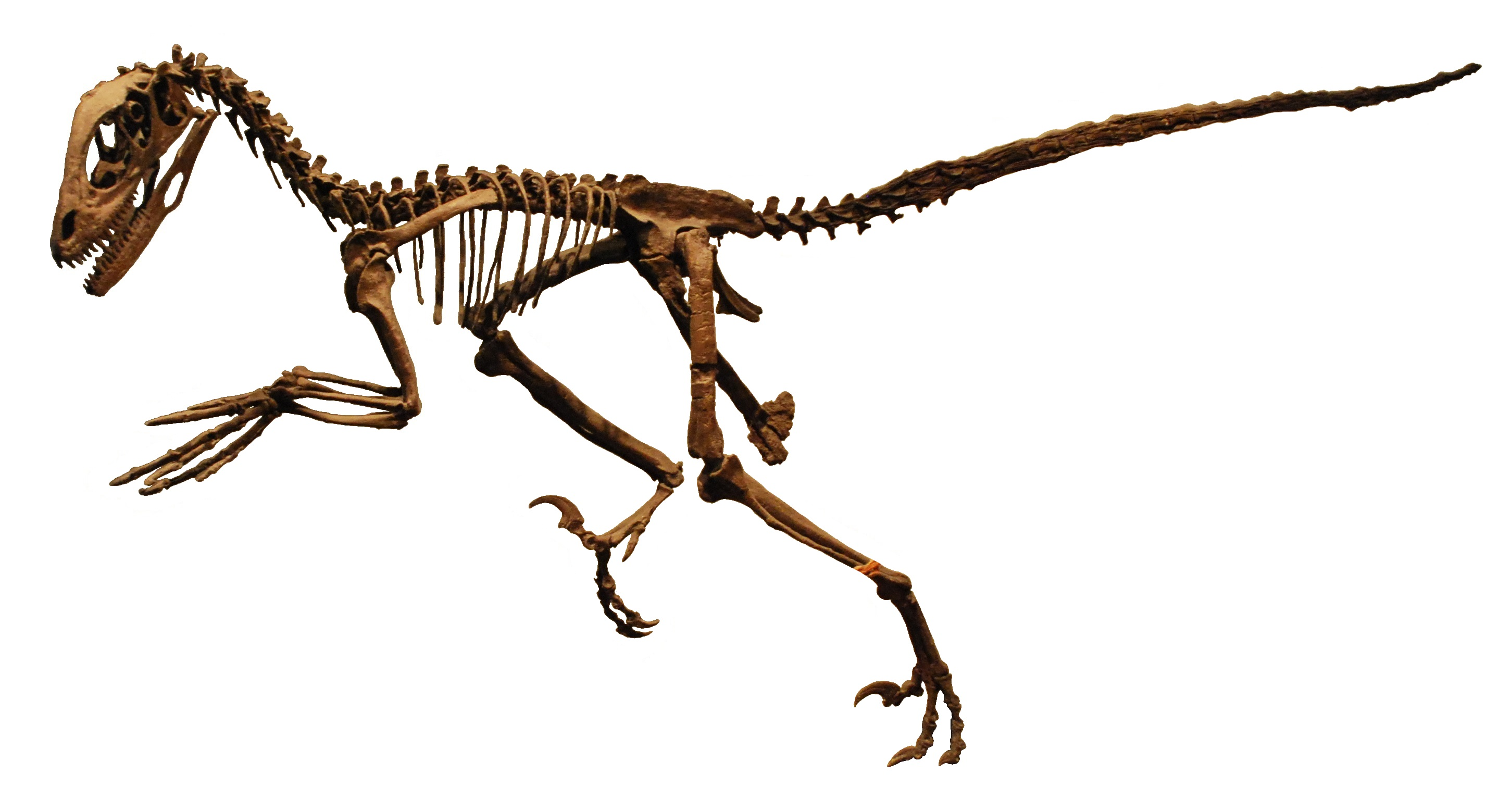
Skelet van Deinonychus

De Eumaniraptora (de "Ware Maniraptora") vormen een onderverdeling van de Maniraptora, een groep uit de Theropoda, vleesetende dinosauriërs. 
De naam werd voor het eerst gebruikt door Padian in 1997; in 1999 gaf hij een definitie als klade: de groep bestaande uit de laatste gemeenschappelijke voorouder van Deinonychus en de Neornithes en al zijn afstammelingen. Maryánska gaf in 2002 een iets exactere definitie: de groep bevattende de laatste gemeenschappelijke voorouder van Deinonychus antirrhopus en de huismus Passer domesticus en al zijn afstammelingen. Deze groep bevat per definitie de Deinonychosauria en hoogstvermoedelijk alle vogels. Meestal gaat men ervan uit dat de Troodontidae tot de Deinonychosauria behoren, zoals vroege analyses altijd toonden; latere analyses maken dat wat onzeker. Als de Troodontidae nauwer aan de vogels verwant zijn dan Deinonychus, blijven ze Eumaniraptora; maar als Deinonychus nauwer aan de vogels verwant is dan aan de Troodontidae, zijn die laatsten géén Eumaniraptora. 
Een van de meest omstreden kwesties van dit moment is de vraag of de laatste gemeenschappelijke voorouder van de Eumaniraptora kon vliegen. Een recente vondst die hier wellicht enig licht op zal kunnen doen schijnen, is Jinfengopteryx. De groep moet zich reeds afgesplitst hebben in het Jura want de Europese Archaeopteryx, de oudst bekende vogel, bestond toen al, maar de eerste goed bekende Aziatische vormen stammen uit het Barremien — en opvallend genoeg betreft dit de zeer vogelachtige geslachten Microraptor (die op zijn minst kon zweven) en Sinornithosaurus; de eerste goed bekende Noord-Amerikaanse vorm is de reusachtige Utahraptor uit het Hauterivien.